# Árpád Majoros
Árpád Majoros (ur. 21 grudnia 1983 w Szolnoku) – węgierski piłkarz, grający na pozycji pomocnika, od wiosny do jesieni 2008 zawodnik Cracovii, reprezentant kraju.